# كيرك بايلي
كيرك بايلي (بالإنجليزية: Kirk Baily)‏ هو ممثل أمريكي، ولد في 2 فبراير 1963 بنيويورك في الولايات المتحدة.

## أعمال

### أفلام
- (2010) مدفون[4]
- (2013) ملكة الثلج
- (2014) الأبطال الستة[5][6][7][8]

## وصلات خارجية
- كيرك بايلي على موقع IMDb (الإنجليزية)
- كيرك بايلي على موقع روتن توميتوز (الإنجليزية)
- كيرك بايلي على موقع قاعدة بيانات الأفلام العربية
- كيرك بايلي على موقع ألو سيني (الفرنسية)
- كيرك بايلي على موقع تيرنر كلاسيك موفيز (الإنجليزية)
- كيرك بايلي على موقع أول موفي (الإنجليزية)
- كيرك بايلي على موقع أول موفي (الإنجليزية)
- كيرك بايلي على موقع قاعدة بيانات الفيلم (الإنجليزية)
- كيرك بايلي على موقع كينوبويسك (الروسية)
- كيرك بايلي على موقع ANN person (الإنجليزية)